# 하리강
| 카스피해 페르시아만 호르무즈 해협 메소포타미아 이라크 쿠웨이트 사우디아라비아 아무다리야강 하리강 파키스탄 인더스강 힌두쿠시산맥 바바산맥 아프가니스탄 우르미아호 엘부르즈산맥 코페트다그 투르크메니스탄 나마크호 자그로스(북부) 자그로스(남부) 자얀데루드강 이란 자르드쿠산 제발바레즈 하자란 카비르 사막 루트 사막 헬만드강 하문호 고드자레 시스탄 발루치스탄 |
| 이란고원에서의 하리강의 위치 |

하리강(페르시아어: Rudkhaneh-ye Hari Rud  혹은 Harirud)은 아프가니스탄의 강으로서 총 길이 약 1100 km의 강이다. 투르크메니스탄으로 흘러들어갔다가 카라쿰 사막에서 물줄기가 사라지는 강이다. 자국어에서 나타나는 "루드(Rud)"라는 낱말은 페르시아어로 강이라는 뜻이다.
강의 발원지는 코이바바산맥으로 알려져 있으며 크게는 힌두쿠시산맥의 일원에 속한다. 강의 직선 경유로에서는 서쪽에 치우쳐 있는 곳이다. 아프가니스탄의 서쪽 지대에서 하리강은 헤라트의 남쪽으로 흘러들어간다. 헤라트 근처에서의 계곡 지대는 토양이 비옥하기에 경작 지대로는 탁월한 조건을 갖고 있다.
헤라트 지역을 지나가면서 유로가 북(서)쪽 방면으로 틀어지면서 이란과의 국경지대로 접어든다. 하류 쪽으로 낼가면 남동쪽으로 흘러가면서 투르크메니스탄으로 유입된다. 투르크메니스탄에서는 테젠강(Tedzhen river)으로 부르기도 하며 라틴어로는 "아리우스"로 불렸다.